# Радомир Мићуновић
Радомир Мићуновић (Лозовик, 10. август 1940 — Београд, 11. април 2020) био је српски песник, критичар, есејиста, новинар, публициста, енигмата. До сада је објавио око тридесет наслова за децу и одрасле.

## Биографија
Детињство је провео у Великом Орашју и Новој Пазови, док је гимназију завршио у Старој Пазови. Дипломирао је на Филолошком факултету у Београду (група југословенске и опште књижевности). Био новинар Борбе и главни уредник листа Ехо. Члан је Удружења књижевника Србије и био члан његове управе. Књиге су му превођене на десетине језика, између осталих на македонски, словеначки, чешки и словачки језик. Осим поезије, пише критику и повремено ради препеве. Објавио је бројне коментаре, рецензије, предговоре и поговоре. Заступљен је у бројним антологијама и сарађивао је са многим часописима. Аутор је анаграма, индиреката и словних ребуса. Словне и сликовне ребусе објављује од деведесетих година прошлог века.
Живео је у Београду.

## Песничке збирке на српском језику

#### За одрасле[6]
- Крилна окна, песме, Матица српска, Нови Сад, 1970.
- Дан и бездан, песме, Матица српска, Нови Сад, 1974.
- Одрон, песме, Матица српска, Нови Сад, 1980.
- Узидана магла, песме, Побједа, Титоград, 1981.
- Кожни повез, песме, Универзитетска ријеч, Никшић, 1989.
- Неке давне песме, песме, ГЕА, Београд, 1997.
- Јава и други снови, песме, Ободско слово, Ријека Црнојевића, 1997.
- Лирика, одабране песме, Унирекс, Подгорица, 1997.
- Магична поља, песме, Просвета, Београд, 1997.
- Строги центар, песме, Ободско слово, Ријека Црнојевића 2001.
- Библиос, песме у прози, АШ Дело Земун и Академија "Иво Андрић" Бгд, 2001.
- Козмограф, песме, Просвета, Београд 2002.
- Излазак из перфекта, збирка збирки, Бонарт, Нова Пазова, 2002.
- Магична поља и коментари, Подгорица, Шаховски савез ЦГ, 2004.
- Из/ повести, песме, Просвета, Београд 2006
- Наслов, песме, Бонарт, Нова Пазова 2007.

#### За децу и омладину[6]
- Звездани медведи, песме за децу, Центар за културу Зрењанин, 1976
- Сањалиште, песме за децу, Ивањица, 1982.
- Занимљива занимања, песме за децу, Универз. ријеч, Никшић, 1985.
- Од немира до свемира, песме за децу, Партизанска књига, Београд, 1985.
- Крилатице, песме за децу, Рад, Београд, 1986.
- Цврчкова дискотека, песме за децу, Рад, 1986.
- Лафоризми, Мајмунска посла, Корални замак, Водени свет, Фауна без пауна, Жабљи поскок и Лет лет бубамаро, песме за децу, Нолит, Београд, 1996.
- Енци менци поменци (1997)
- Именик без телефона (1997)
- Зверке из торбе моје ћерке
- Цикота и ники, песме за децу, МДМ комерц, Бгд, 1997.
- Немања на потезу, песме за децу, Српска народна лутрија, Београд, 1997.
- Повратак у детињство, песме, Гутенбергова галаксија Београд, 2000.
- Малишани и великани, Бонарт, Нова Пазова, 2001.
- Царица мрвица, песме за децу, АШ Дело Земун, 2003.
- Из баште моје маште 2005.
- Велики мали свет 2006.

## Књиге из енигматске трилогије
- Моја анаграматика, Алма, Београд 2007.
- Ребусни словар, избор од 796 својих словних ребуса, Алма Београд, 2008.[5]
- Римодарови дарови, Алма, Београд, 2008. године.

## Преведена дела
- Хласите веци, на чешком, 1983.
- Албум звиратек, на чешком и словачком, 1985.
- Занимливи занимања, на македонском, 1986.
- Клиц за поклиц, на словеначком, 1986.

## Награде
- Награда „Печат вароши сремскокарловачке”, за песму „Немогуће писмо”, 1967.
- Прва награда на Фестивалу југ. поезије у Врбасу, за песму "Шумски сат" 1969.
- Прва награда за збирку у рукопису "Дан и бездан", 1972. године , Чачак
- "Радоје Домановић" 1998. за збирку "Магична поља"
- "Иво Андрић" 2000. за збирку "Библиос"
- „Меморијал Србољуб Станковић – чика Станко“ за састављање словних ребуса 3 прве, 4 друге и 2 треће награде[5][7]